# CPC裏海石油管線
CPC裏海石油管線（Caspian Pipeline Consortium，下稱CPC管線）是連接哈薩克斯坦的田吉茲油田到黑海沿岸的新羅西斯克二號海運碼頭（Nonorossiysk-2）一條石油管線。這同時也是卡沙干油田與卡拉恰甘纳克油田的主要出口路線。至2009年時這條CPC管線是俄國領土內唯一不由俄羅斯國家石油管道運輸公司獨占的管線。

## 歷史
CPC管線最初是在1992年是一項由俄國、哈薩克斯坦與阿曼政府提出的計畫，希望能夠建造一條從哈薩克斯坦到黑海的出口管道。雪佛龍公司有被邀請加入這項計畫，但是由於雙方在財務負擔的議題上談不攏，這項計畫停滯到了1996年才重新啟動，此時又邀請了八個公司加入此計畫。包括雪弗龍、美孚石油、盧克石油、荷蘭皇家殼牌與俄羅斯石油。後來英國石油在2003年也加入這項計畫。三個國家的持股與這八間公司共佔五五，這些公司共同投入了26.7億美元，然而俄國聯邦政府貢獻的閒置管道資產價值2.93億美元。 第一批石油從新羅西斯克二號海運碼頭送上油輪是在2001年10月13號，第一階段的管道是在2001年11月27號正式開始運行，而完全開始運轉要等到2003年4月。
在2007年四月俄國政府將手上的持股轉移給國家控制的俄羅斯國家石油管道運輸公司。 在2008年十月，阿曼政府則將手上持股，也就是全數CPC管線的7%持股以7億美元的價格賣給俄羅斯國家石油管道運輸公司，從此撤出這項投資。在2008年12月17號，一項關於擴建管道的備忘錄被簽屬。

## 技術特點
這條長1510公里(940英里)長的石油管線從直徑1016毫米(40英吋)到1067毫米(42英吋)都有。除此外它有五個加壓站，而海底管線的部分有兩處停泊站與油輪停靠點，可停靠四艘儲量達100000立方米的油輪(3500000立方英尺)。這條管線的流量每日可達350000桶油，後來更增加到每日700000桶油。
計畫的第二階段會增加10個加壓站，總數達到15座。油輪也要增加到10艘，並增建停泊點。輸送量也會到每日13萬桶。第二階段預估需要投入20億美元並會在2012年完成。

## 運作
在2008年，CPC管線送了315萬桶石油，少於2007年的326萬桶，在2009年的前三個月，則送了87萬桶石油。

## 聯盟
CPC聯盟的營運公司最於1992年設立在百慕達島，其分別給兩家公司管理，CPC-R負責俄國部分的管道，CPC-K負責哈薩克斯坦的部分。
聯盟的股份分配如下：
| 公司名稱                                            | 所持份額 |
| --------------------------------------------------- | -------- |
| 俄羅斯國家石油管道運輸公司                          | 31%      |
| 哈薩克斯坦                                          | 19%      |
| 雪弗龍裏海管道聯盟公司                              | 15%      |
| LukArco B.V.                                        | 12.5%    |
| 俄羅斯石油 – 殼牌裏海股份有限公司                   | 7.5%     |
| 美孚裏海管道公司                                    | 7.5%     |
| 義大利通用石油公司(Agip International( N.A ) N.V.)  | 2%       |
| 羚羊石油裏海管道有限公司(Oryx Caspian Pipeline LLC) | 1.75%    |
| BG集團股份有限公司(BG overseas holdings limited)    | 2%       |
| 哈薩克管道投資有限公司(由哈薩克瓦斯部與BP入股)      | 1.75%    |

田吉茲油田股東控制了聯盟的55.75%股份，卡沙干油田的股東則控制了33.1%。 在2009年12月時，BP將其持有股份以16億美元的價格賣給了盧科石油的子公司LukArco。

## 戰略意義
在早期俄羅斯沒有將里海石油視為要緊之事，直到安全會議警告俄羅斯失去了傳輸石油的主動權，因為雪弗龍滲入了這個地區，彼此傳統的商業競爭，俄羅斯就此視此為戰略的一環，以保護性的角度來看哈薩克石油輸出的事情，當務之急為建立管線將哈薩克斯坦的田吉茲油田拉到新羅西斯克出口，因此不像是其他俄羅斯管線都用官方的俄羅斯國家石油管道運輸公司壟斷，CPC管線是用合營的方式進行建設。

## 外部連結
- 官方網站（页面存档备份，存于）
- 紐約時報地圖（页面存档备份，存于）